# Vil·la dels Quintilis

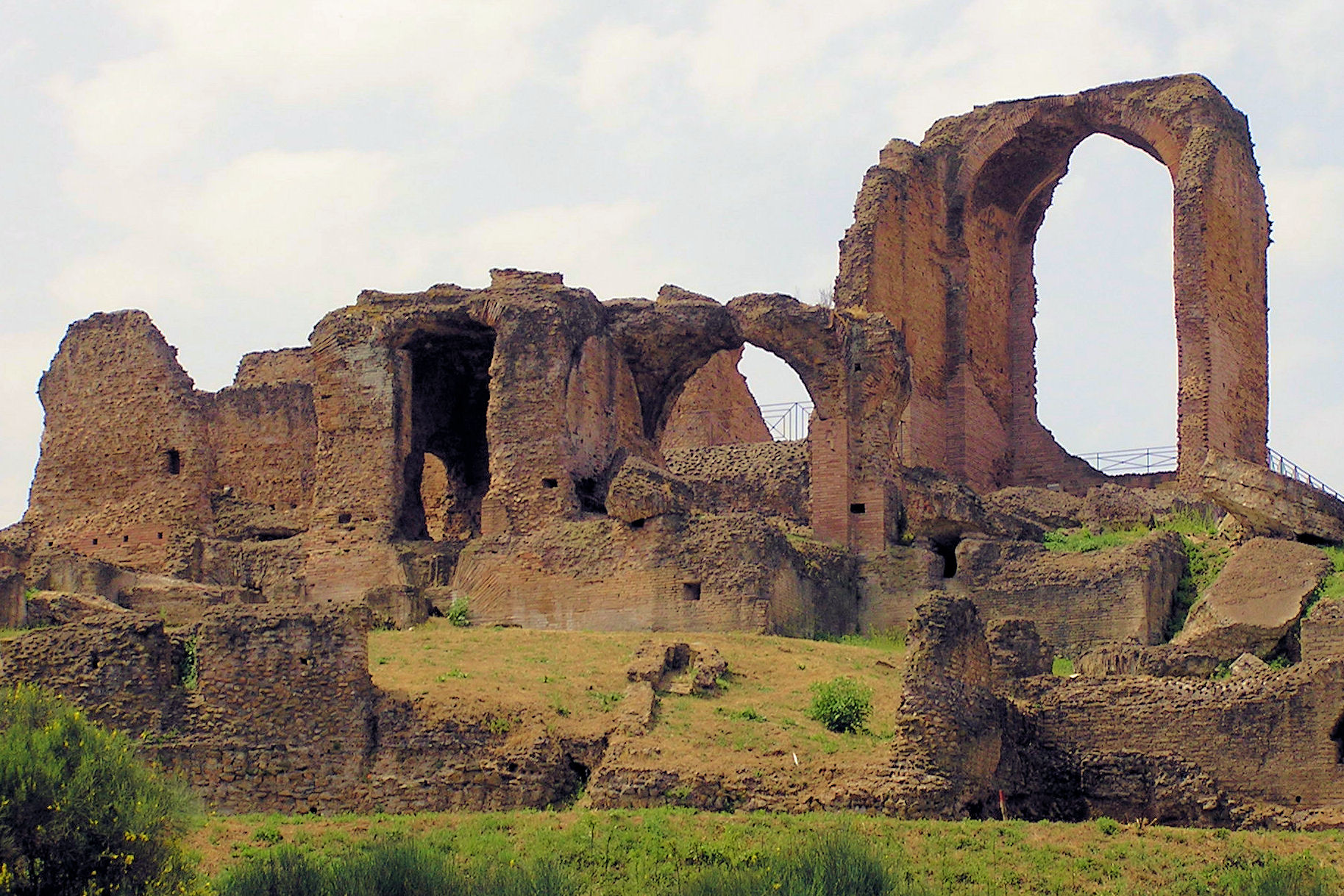
Ruïnes de la Villa dels Quintilis

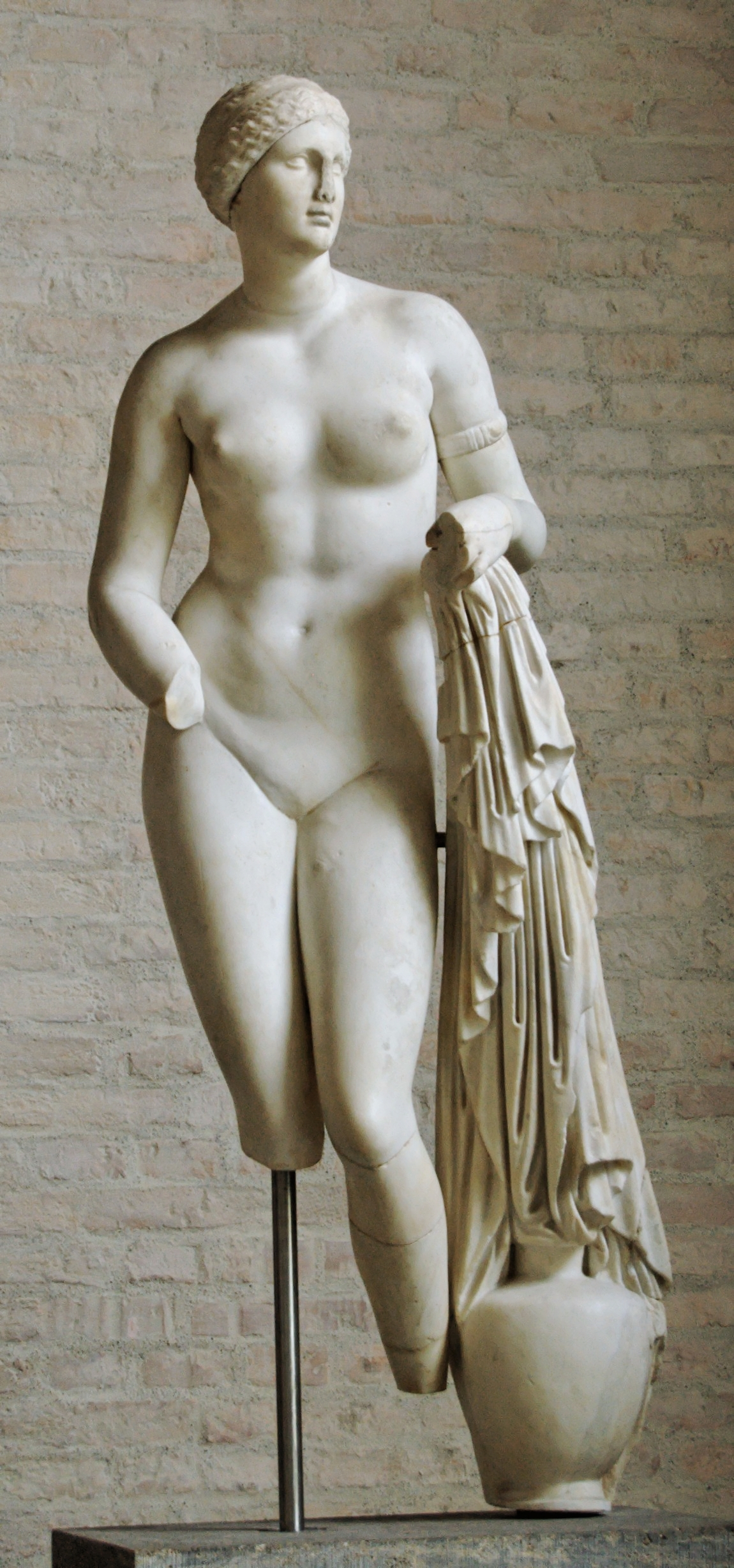
La Venus de Braschi, de la Villa dels Quintilis (Gliptoteca de Múnic

La Vil·la dels Quintilis (italià: 'Villa dei Quintili') és una antiga villa romana a la Via Àpia fora de les fronteres tradicionals de Roma. Va ser construïda pels germans Sext Quintili Màxim i Sext Quintili Condià (cònsols l'any 151).
Quan va ser descoberta, donada la seua extensió, la vil·la fou anomenada Roma Vecchia ('Roma Vella') pels habitants locals, doncs ocupava una gran àrea i semblava haver estat més que una petita ciutat.

## Història
El centre de la vil·la es construí en temps d'Hadrià i incloïa unes extenses termes alimentades pel seu propi aqüeducte i, menys usual, un hipòdrom, datat del segle IV quan la vil·la pertanyia a l'imperi: l'emperador Còmmode va cobejar la vil·la de tal forma que va manar executar els seus propietaris al 182 i la va confiscar per a ell.
Al 1776, Gavin Hamilton, pintor i col·leccionista d'antiguitats romanes, va excavar en alguns llocs de la Villa dels Quintilis, encara designada "Roma Vecchia", i les escultures que en descobrí van revelar la naturalesa imperial de l'indret. Allí, Hamilton trobà cinc escultures de marbre, incloent-hi "Un Adonis dorment", que va vendre a Charles Townley i que acabà al Museu Britànic, i "Una Bacant amb un tigre", inclosa en una llista de vendes a Charles Francis Greville. El major relleu de marbre d'Asclepi trobat a l'indret li'l donà Hamilton al comte de Shelburne, més tard marqués de Lansdowne, a la Lansdowne House, Londres. La "Venus de Braschi" fou adquirida pel nebot del papa Pio VI, Luigi Braschi Onesti.
Actualment (2011), la vil·la té un museu amb escultures i altres objectes de marbre. El nimfeu, el tepidari i els banys també estan oberts al públic.

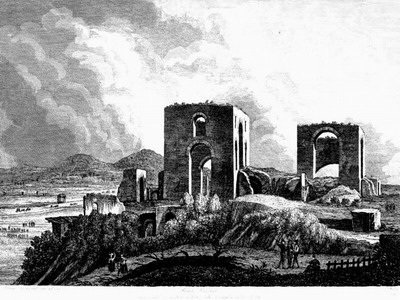
Vista de la vil·la per Luigi Rossini, Viaggio pittoresco de Roma la Napoli, 1839